# Arreux
Arreux ist eine französische Gemeinde mit 342 Einwohnern (Stand 1. Januar 2022) im Département Ardennes in der Region Grand Est (vor 2016 Champagne-Ardenne). Sie gehört zum Arrondissement Charleville-Mézières, zum Kanton Charleville-Mézières-2 und zum Gemeindeverband Ardenne Métropole.

## Geographie
Das Dorf Arreux liegt in einer hügeligen Gegend am Rande der Ardennen im 2011 gegründeten Regionalen Naturpark Ardennen. Umgeben wird Arreux von den Nachbargemeinden Montcornet im Westen, Norden und Nordosten, Damouzy im Osten, Houldizy im Süden sowie Tournes und Cliron im Südwesten.

## Bevölkerungsentwicklung
| Jahr                       | 1962 | 1968 | 1975 | 1982 | 1990 | 1999 | 2007 | 2019 |
| -------------------------- | ---- | ---- | ---- | ---- | ---- | ---- | ---- | ---- |
| Einwohner                  | 205  | 199  | 195  | 256  | 297  | 320  | 363  | 320  |
| Quellen: Cassini und INSEE |      |      |      |      |      |      |      |      |

## Sehenswürdigkeiten
- Château d’Arreux (Privatbesitz)

Das Gebäude wurde 1756 als Bauernhaus des Gouverneurs von Mézières errichtet. Im Park befindet sich eine der wenigen Orangerien der französischen Ardennen aus dem frühen 19. Jahrhundert.

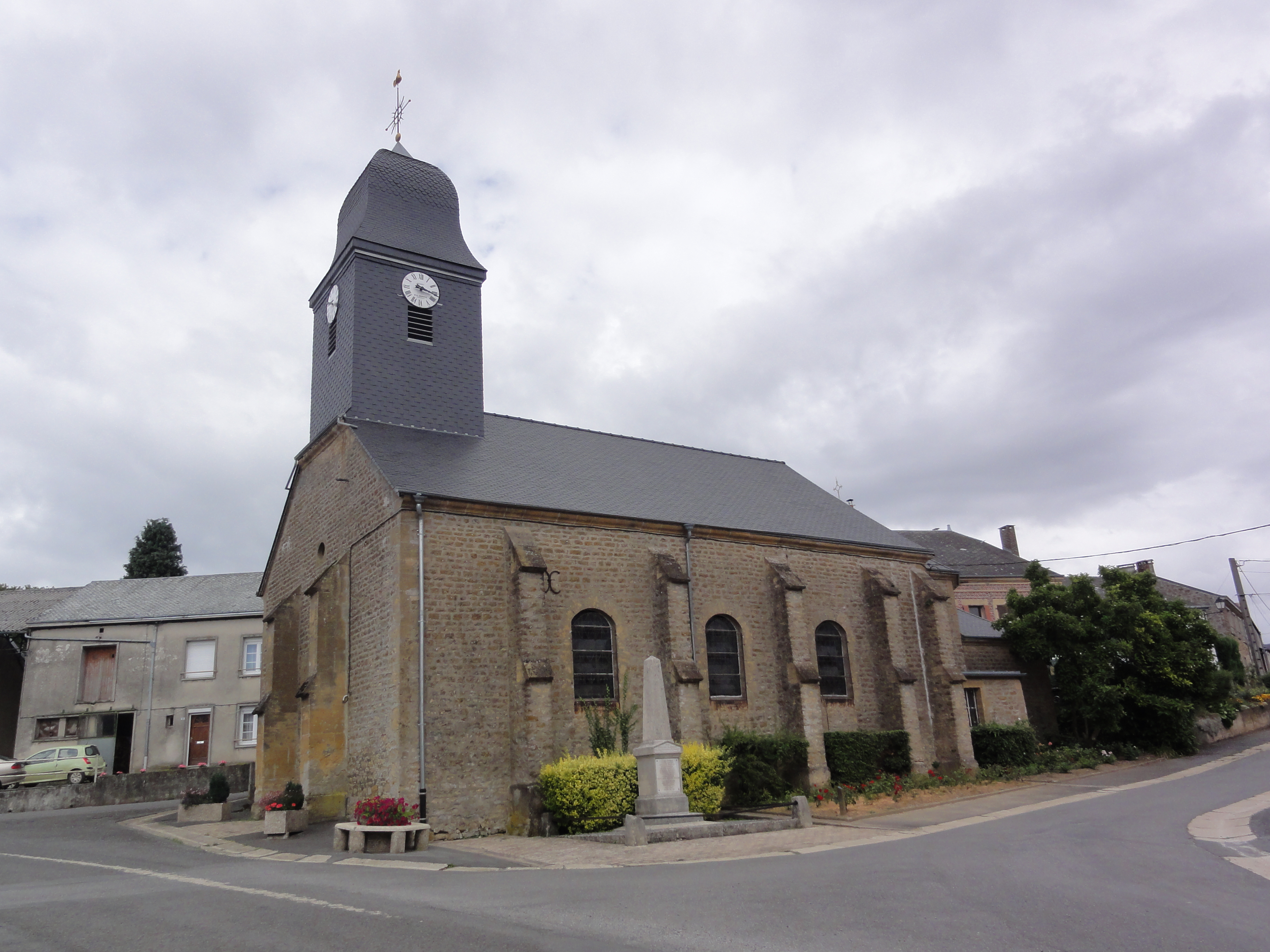
Kirche Saint-Lambert

- Kirche Saint-Lambert